# محمود صادقی
محمود صادقی (زادهٔ ۲ فروردین ۱۳۴۱) سیاستمدار اصلاح‌طلب، حقوقدان، مدرس دانشگاه و وکیل دادگستری ایرانی است که به‌عنوان نمایندهٔ تهران، ری، شمیرانات، اسلامشهر و پردیس در دوره دهم مجلس شورای اسلامی فعّالیت می‌کرد. او هم‌اکنون دانشیار دانشگاه تربیت مدرس و عضو کانون وکلای دادگستری ایران است.
وی دانش‌آموخته کارشناسی حقوق قضایی از دانشگاه تهران، کارشناسی ارشد و دکترای حقوق خصوصی از دانشگاه تربیت مدرس می‌باشد. او همچنین تحصیلات حوزوی خارج فقه و اصول را نیز در حوزه علمیه قم گذرانده است.

## زندگی‌نامه

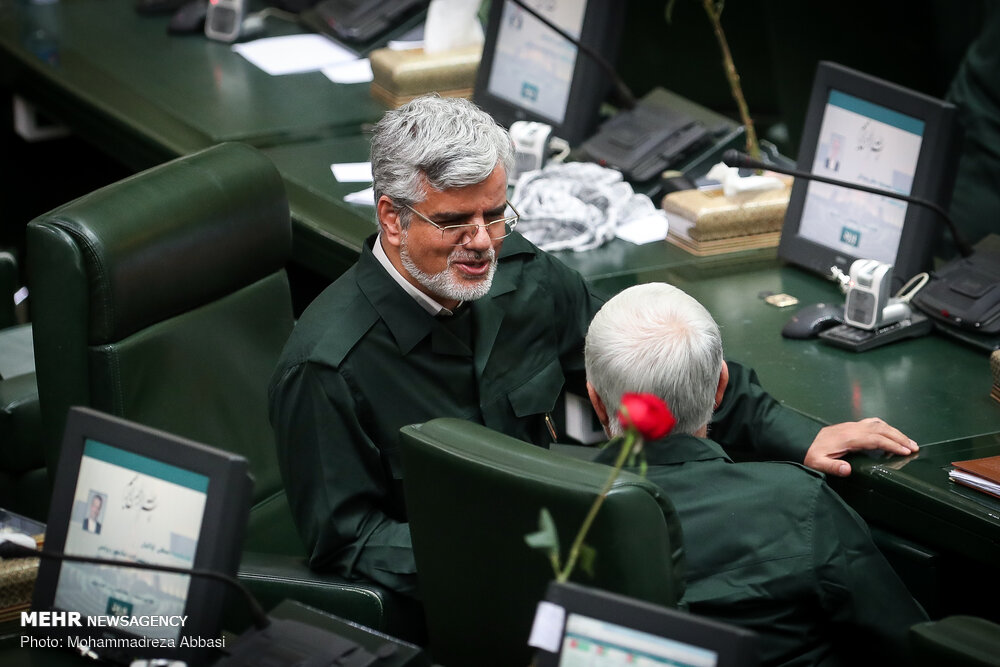
صادقی در لباس سپاه پاسداران، در محکومیت قرار گرفتن سپاه در فهرست گروه‌های تروریستی دولت ایالات متحدهٔ آمریکا

### خانواده
محمد صادقی در فروردین سال ۱۳۴۱ در شهر الیگودرز زادهٔ شد. پدرش محمدحسین صادقی از شاگردان روح‌الله خمینی بود. محمدحسین صادقی پس از انقلاب به وسیله علی مشکینی، به ریاست دادگاه انقلاب شهرستان الیگودرز منصوب شد و پس از مدتی به‌عنوان نمایندهٔ دورود و ازنا به دوره نخست مجلس شورای اسلامی راه یافت. محمدحسین صادقی در انفجار دفتر حزب جمهوری اسلامی در تیر سال ۱۳۶۰ کشته شد.

### تحصیلات
وی در مورد سوابق تحصیلی خود می‌گوید:
«من از سال ۶۰ پس از شهادت پدرم، وارد حوزه علمیه قم شدم. در آن زمان به‌تازگی دیپلم فنی خود را در رشته مکانیک عمومی گرفته بودم. اما بالاخره وارد مدرسه حقانی شدم. دروس مقدماتی چون ادبیات عرب و اصول فقه و منطق را گذراندم. دوره سطح را نزد اساتیدی چون پایانی، اشتهاردی و شب زنده‌دار گذراندم. آقای شب زنده‌دار، پدر یکی از اعضای شورای نگهبان بودند. آیت‌الله راستی کاشانی نیز از استادان من بودند. ادبیات را هم نزد مدرس افغانی، از استادان بنام آن زمان گذراندم. مقداری هم در درس خارج شرکت کردم و دروس مقام معظم رهبری را نیز گذراندم و مدتی هم تقریرات درس ایشان را نوشتم. از دروس آیت‌الله وحید هم استفاده کردم. اما پس از مدتی که به تهران آمدم مقداری از حوزه فاصله گرفتم. منتها در حوزه هم به تدریس پرداختم همچون تدریس کتاب شرح لمعه. از سال ۶۴ به موازات حوزه وارد دانشگاه تهران و در سال ۱۳۶۹ وارد دانشگاه تربیت مدرس شدم. تا سال ۷۹ هم دکترا را گرفتم و در همان سال در تربیت مدرس استخدام شدم.»

## سوابق شغلی
صادقی دانشیار رشته حقوق در دانشکده حقوق دانشگاه تربیت مدرس، وکیل پایه‌یک دادگستری، دبیر کمیسیون انجمن‌های علمی ایران، رئیس هیئت مدیره مؤسسه دارایی‌های فکری و فناوری مدرس، نایب رئیس انجمن علمی حقوق مالکیت فکری ایران و عضو حقوقدان کمیته نظارت بر نشریات دانشگاهی، و عضو کمیته اخلاق پزشکی چند مؤسسه است.
محمود صادقی داور جشنواره خوارزمی، جشنواره فارابی و چند نشریه است. زمینه‌های پژوهشی او حقوق مالکیت فکری، حقوق قرارداد، حقوق زنان و حقوق خانواده، حقوق زیستی و اخلاق زیستی، حقوق فناوری اطلاعات، حقوق انتقال فناوری است.

## مجلس شورای اسلامی
در دهمین دوره انتخابات مجلس شورای اسلامی، محمود صادقی، در لیست ۳۰ نفرهٔ ائتلاف فراگیر اصلاح طلبان: گام دوم، در حوزه انتخابیه تهران، ری، شمیرانات، اسلامشهر و پردیس حضور داشت و توانست با کسب ۱٬۱۶۴٬۳۶۸ رأی، در رتبهٔ هفدهم، وارد مجلس شورای اسلامی شود.

## درگیری با قوه قضائیه
در آبان سال ۱۳۹۵، صادقی در نطقی در مجلس شورای اسلامی از مقامات خواست، در خصوص شایعات موجود دربارهٔ واریز میلیاردها تومان از وجوه قوه قضاییه به حساب‌های شخصی رئیس این قوه، توضیح بدهند.
علی طیب نیا، وزیر امور اقتصادی و دارایی وقت در این خصوص ضمن رد بروز تخلف گفت:
«از ۲۰ سال پیش، با هماهنگی خزانه کل کشور و بانک مرکزی جمهوری اسلامی ایران، مجموعه مبالغی با رعایت حدود قانونی و موازین شرعی، برای قوه قضاییه به صورت سپرده، در سیستم بانکی کشور قرار گرفته است، به این مبالغ، سودهایی نیز تعلق گرفته که البته از اصل پول‌ها به هیچ وجه استفاده نشده، سود حاصله از مبالغ مذکور، صرفاً برای برخی هزینه‌های معین در قوه قضاییه صرف شده است.»
صادقی در نطقی در صحن علنی مجلس از علی لاریجانی درخواست کرد «برای جلوگیری از ادامه سوءاستفاده بیگانگان و به‌منظور شفاف‌سازی» گزارشی از عملکرد حساب‌های مربوط منتشر کند. آملی لاریجانی رئیس قوه قضاییه وقت در واکنش، از رئیس مجلس و رئیس‌جمهور انتقاد کرد که چرا در برابر این تهمت‌ها از رئیس قوه قضاییه حمایت نکرده‌اند. دادستان تهران نیز در توضیح این حساب‌ها گفت که از سال ۱۳۷۳ و در دوره ریاست محمد یزدی بر این قوه، حساب‌هایی با اخذ مجوزهای لازم به نام قوه قضاییه افتتاح شده و مسئولین ارشد نظام از آن‌ها مطلع بوده‌اند.
او همچنین از بازداشت یاشار سلطانی انتقاد کرده بود که باعث شد دادستانی از وی شکایت کند. همچنین سید جواد ساداتی نژاد از دیگر نمایندگان مجلس، به اتهام نشر اکاذیب از صادقی شکایت کرد.
در روز ۸ آذر ماه سال ۱۳۹۵ مأموران دادستانی برای دستگیری محمود صادقی به منزل او مراجعه کردند. این اتفاق، تجمع گروهی از طرفدارانش را در مقابل منزل او در پی داشت. مأموران با پیگیری مسئولین، از دستگیری وی منصرف شدند. احضار صادقی به دادسرا با انتقاد برخی از نمایندگان از جمله علی مطهری نایب رئیس مجلس و بهرام پارسایی سخنگوی فراکسیون امید مواجه شد.

## حکم جلب
محمود صادقی در تاریخ ۴ خرداد سال ۱۳۹۵ و قبل از شروع دوره دهم مجلس شورای اسلامی با اتهام به دانشجویان بورسیه گفت:
نظر حقوقی بنده در این خصوص این است که تمام بورسیه‌ها غیرقانونی بود. بی‌بروبرگرد تمام ۳ هزار و ۷۰۰ و خرده‌ای بورس، خلاف قانون بوده است.
به دنبال این اظهار نظر وی، تعدادی از دانشجویان بورسیه با شکایت به قوه قضاییه، ادعای وی را اتهام بی‌اساس خوانده و درخواست رسیدگی دادند. پیرو شکایت خصوصی دانشجویان بورسیه از صادقی و عدم مراجعه وی به دادسرا، لزوم حضور صادقی در دادسرا، توسط قوه قضاییه به علی لاریجانی -ریاست مجلس شورای اسلامی- نیز اطلاع‌رسانی می‌شود، اما وی همچنان از حضور و پاسخگویی در خصوص ادعای مذکور خودداری می‌کند. سرانجام در تاریخ ۸ آذرماه حکم جلب سیار وی صادر می‌شود، که مجدد صادقی از همراهی مأمورین خودداری می‌کند. در این خصوص دادستان تهران عنوان کرد اقدامات محمود صادقی در مقاومت در قبال مأمورین و تحریک افراد برای حضور و اجتماع در مقابل منزل وی، اخلال در نظم عمومی، جرم محسوب و بر اتهامات قبلی وی افزوده خواهد شد و نامبرده باید به آن پاسخگو باشد. با این وجود صادقی که در دادسرای فرهنگ و رسانه حضور یافته بود، تأیید کرد که یکی از موارد اتهامی او، طرح سؤال دربارهٔ حساب‌های بانکی رئیس قوه قضاییه بوده است.
در تاریخ نهم آذر ۱۳۹۵، محمود صادقی با مراجعه به دادسرای فرهنگ و رسانه و پس از انجام تحقیقات در مورد اتهامات مطروحه توسط بازپرس پرونده و صدور قرار تأمین کفالت و با معرفی کفیل، آزاد شد. در همین راستا در جلسه فوق‌العاده‌ای که هیئت نظارت بر رفتار نمایندگان، برای موضوع محمود صادقی در تاریخ یکشنبه ۱۴ آذر برگزار کرد، اعلام نمود که برخی اظهارات وی در راستای ایفای نقش نمایندگی نبوده است.
همچنین پس از بررسی پرونده صادقی در هیئت نظارت بر رفتار نمایندگان مجلس شورای اسلامی، نایب‌رئیس این هیئت نظارت گفت: پرونده شکایت قاضی یاشار سلطانی، از محمود صادقی، در این هیئت بررسی و اظهارات نماینده تهران دربارهٔ قاضی این پرونده، در راستای ایفای وظایف نمایندگی دانسته نشد. از سوی دیگر اظهارنظرهای محمود صادقی در مورد موضوع دانشجویان بورسیه در راستای ایفای وظایف نمایندگی وی نیست و قوه قضائیه به موضوع رسیدگی کند.

## محکومیت به زندان
محمود صادقی، به دنبال شکایت صادق آملی لاریجانی، در دادگاه بدوی به ۲۱ ماه حبس تعزیری و ۱۰ میلیون تومان جزای نقدی محکوم شد.
این حکم در اواخر ۲۷ بهمن ماه ۱۳۹۸ صادر شده بود و به گفته خودش اوایل اسفند ماه به او ابلاغ شده بود.
او دربارهٔ عدم اطلاع‌رسانی دربارهٔ این حکم گفته:
«با توجه به این‌که امروز که کشور درگیر بحران کرونا است، برای این‌که انتشار این رأی ممکن بود موجب تنش در فضای جامعه شود و نیز باتوجه به اقدامات اصلاحی رئیس قوه قضاییه، نمی‌خواستم مفاد رأی رسانه‌ای شود، در حال حاضر درخواست تجدیدنظر داده‌ام و امیدوارم ادله من مورد توجه دادگاه تجدیدنظر قرار گیرد».
در ۸ اردیبهشت ۱۳۹۹ علی مطهری، نماینده مجلس، در نامه‌ای گفت پس از این که محمود صادقی در یک سخنرانی «تعبیر مزخرفات» را برای سخنان صادق لاریجانی به کار برد، از او طرح شکایت شد و این شکایت منجر به صدور حکم ۷ ماه حبس شد.
در این نامه علی مطهری گفته، محمود صادقی آذر سال ۹۵ و پس از مجادلات لفظی رسانه‌ای با صادق لاریجانی دربارهٔ حساب‌های قوه قضاییه، در یک سخنرانی در دانشگاه شیراز گفت که پاسخ لاریجانی دربارهٔ ابهامات مربوط به این حساب‌ها «مزخرفات» بوده است. صادق لاریجانی در آن زمانی رئیس قوه قضاییه بود.
به نوشته علی مطهری، ۱۴ ماه از حکم حبس محمود صادقی نیز به دلیل « «تمرد در برابر عوامل امنیت دادستانی تهران» صادر شده است.

## اتهام به مکارم شیرازی
محمود صادقی در پیامی، فردی از بدهکاران میلیاردی بانک سرمایه، بنام مدلل را به ناصر مکارم شیرازی منتسب دانست، که با واکنش پایگاه اطلاع‌رسانی وی مواجه شد بعد از گذشت مدتی، صادقی این رابطه را تکذیب کرد.

## ادعای ابتلا به کرونا و تکذیب آن
وی در تاریخ سوم اسفند ۱۳۹۸ در توییتی جنجالی و با لحنی ناامیدانه ادعا نمود که دچار بیماری کرونا گشته و امید چندانی به ادامه حیات ندارد، وی حتی سه روز بعد نیز فیلمی از قرنطینه خود به اشتراک گذاشت و ادعا نمود که تست ابتلای او به کرونا مثبت بوده، اما چند روز بعد به ادعای مشرق، با اشتراک گذاشتن پستی از وضعیت ماسک و دستکش در سطح شهر مشخص شد که وی از قرنطینه خارج شده و در سطح شهر رفت و آمد می‌کند که این مسئله موجب ایجاد واکنش‌ها و تردیدهایی در مورد ابتلای او به ویروس کرونا شد و سرانجام سه هفته بعد او اذعان نمود که هرگز دچار بیماری کرونا نگشته بوده و تنها چند روز به علت داشتن تب تصور کرده که به این بیماری مبتلا گشته است که این موضوع با واکنش رسانه‌ها و اتهاماتی به وی مواجه گردید.

## مسئولیت‌های اجرایی
- مشاور وزیر علوم، تحقیقات و فناوری از ۱۳۹۲ تا ۱۳۹۴.
- مدیرکل اداره بازرسی و پاسخگویی به شکایات وزارت علوم، از ۱۳۹۲ تا ۱۳۹۴.[۳۸]
- دبیر کمیسیون انجمن‌های علمی ایران.
- مسئول دفتر حقوقی دانشگاه تربیت مدرس ۱۳۷۳ تا ۱۳۷۵.
- مدیرکل فرهنگی دانشگاه تربیت مدرس ۱۳۷۷ تا ۱۳۸۰.
- عضو شورای فرهنگی دانشگاه تربیت مدرس.
- عضو حقوقدان کمیته نظارت بر نشریات دانشگاهی.
- عضو کمیته اخلاق پزشکی پژوهشکده ابن سینا.
- مدیر گروه رشته حقوق دانشگاه تربیت مدرس.
- عضو کانون وکلای دادگستری ایران.
- رئیس هیئت مدیره مؤسسه دارایی‌های فکری و فناوری مدرس، از ۱۳۸۶ تاکنون.
- رئیس فراکسیون شفافیت مجلس و موافق طرح شفافیت آرای نمایندگان

## انتخابات ریاست‌جمهوری
صادقی در روز ۱۳ خرداد ۱۴۰۳ با حضور در وزارت کشور برای انتخابات ریاست‌جمهوری دوره چهاردهم ثبت‌نام کرد.

## تألیفات
کتاب‌ها
- تعهد به نفع شخص ثالث در حقوق فرانسه، انگلیس، ایران و فقه امامیه، انتشارات امیرکبیر، تهران، ۱۳۸۳.
- بررسی تطبیقی حقوق خانواده، (فصل طلاق)، انتشارات دانشگاه تهران، ۱۳۸۴.

پژوهش
- رساله دکتری: مبانی و آثار حقوقی تعهد به نفع شخص ثالث در حقوق فرانسه، انگلیس و ایران، دانشگاه تربیت مدرس، اردیبهشت ۱۳۷۹.